# Holden WL
De Holden WL was een serie van het Australische automerk Holden die van 2004 tot 2006 werd geproduceerd. Net als zijn voorganger, de WK-serie, en de WH-serie daarvoor waren enkel Holdens luxemodellen in de serie ondergebracht. Dit waren de Holden Statesman en de Holden Caprice.

## Geschiedenis
De WL Statesman en de WL Caprice waren gebaseerd op de Holden VZ Commodore die net als de WL-serie midden 2004 werd geïntroduceerd. De WL nam de technische verbeteringen over van zijn basis en voegde zaken toe als Led achterlichten. De Holden Caprice kreeg daarbovenop nog een bandendruksysteem en een parkeerhulp. Beide modellen waren ook uitwendig aangepast voor een klassevoller voorkomen.

## Modellen
- Aug 2004: Holden Statesman Sedan
- Aug 2004: Holden Caprice Sedan
- 2005: Holden Statesman International Sedan